# Lionheart (альбом Кейт Буш)
Lionheart (с англ. — «Львиное Сердце») — второй студийный альбом британской певицы и композитора Кейт Буш, выпущенный 12 ноября 1978 года. Первый полноформатный релиз Кейт Буш с участием бас-гитариста и звукорежиссёра Дела Палмера, впоследствии сотрудничавшего с Буш на всех её студийных альбомах. Единственный альбом Буш, не вошедший в первую пятёрку национального альбомного чарта (достиг 6-го места). В течение двух лет после выхода получил статус золотого альбома в Нидерландах, платинового — в Великобритании и Канаде.
Второй альбомный сингл «Wow», выпущенный накануне единственного концертного турне Буш The Tour of Life, поднялся до 14-го места в хит-параде UK Singles Chart. Песня и сопровождавшее её музыкальное видео стали объектом пародий британских комедийных актрис и телеведущих Фэйт Браун и Памелы Стивенсон (в телевизионной программе Not the Nine O’Clock News).

## Общие сведения
Название альбома отсылает к песне «Oh England My Lionheart», написанной от лица сбитого в бою военного лётчика, перед глазами которого за несколько мгновений до гибели проносится родная Англия.
Среди многочисленных культурных реминисценций альбома — упоминание Питера Пэна, персонажа сказочных повестей Дж. М. Барри («In Search of Peter Pan», «Oh England My Lionheart»); цикла готических хоррор-фильмов киностудии Hammer Film Productions («Hammer Horror»); популярного в 1970-е годы британского «полицейского» телесериала «Суини» («Wow»).
Песня «Coffee Homeground» — по признанию самой Буш, сочинённая под впечатлением от рассказа однажды подвозившего её «слегка чокнутого» таксиста — содержит аллюзии на фильм Фрэнка Капры «Мышьяк и старые кружева» по одноимённой пьесе американского драматурга Джозефа Кессельринга.
Песня «Kashka from Baghdad», посвящённая эксцентрической гомосексуальной паре, была впервые исполнена Кейт Буш 5 сентября 1978 года (до официальной премьеры альбома) в прямом эфире британской детской телевизионной передачи Ask Aspel.

## Список композиций
Автор слов и музыки всех песен — Кейт Буш. Песня «In Search of Peter Pan» содержит фрагмент композиции «When You Wish Upon a Star» из мультфильма Уолта Диснея «Пиноккио» (1940; музыка Ли Харлайна, слова Неда Вашингтона).
| №  | Название                                 | Длительность |
| -- | ---------------------------------------- | ------------ |
| 1. | «Symphony in Blue»                       | 3:35         |
| 2. | «In Search of Peter Pan»                 | 3:46         |
| 3. | «Wow»                                    | 3:58         |
| 4. | «Don’t Push Your Foot on the Heartbrake» | 3:12         |
| 5. | «Oh England My Lionheart»                | 3:10         |

| №   | Название              | Длительность |
| --- | --------------------- | ------------ |
| 6.  | «Fullhouse»           | 3:14         |
| 7.  | «In the Warm Room»    | 3:35         |
| 8.  | «Kashka from Baghdad» | 3:55         |
| 9.  | «Coffee Homeground»   | 3:38         |
| 10. | «Hammer Horror»       | 4:39         |

## Участники записи
- Брайан Бат — гитара
- Кейт Буш — фортепиано, аранжировка, клавишные, блокфлейта, вокал; ассистент продюсера
- Падди Буш — губная гармоника, мандолина, вокал, флейта Пана, слайд-гитара, мандочелло[англ.]
- Иэн Бэрнсон[англ.] — акустическая, ритм- и электрическая гитара, вокал
- Патрик Джонид — ассистент звукорежиссёра
- Дэвид Катц — скрипка
- Джон Келли — звукорежиссёр
- Данкан Макэй — синтезатор, клавишные, родес-пиано
- Фрэнсис Монкмен — клавесин, клавишные, орган Хаммонда
- Чарли Морган — ударные
- Дел Палмер[англ.] — бас-гитара, вокал
- Эндрю Пауэлл — клавишные; продюсер
- Дэвид Пейтон[англ.] — бас-гитара
- Найджел Уокер — сведе́ние; ассистент звукорежиссёра
- Ричард Харви[англ.] — блокфлейта, вокал
- Стюарт Эллиотт — перкуссия, ударные

## Позиции в хит-парадах и сертификации
| Хит-парад (1978—1979)                      | Высшая позиция | Пребывание в чарте |
| ------------------------------------------ | -------------- | ------------------ |
| Австралия (Kent Music Report)              | 12             | нет данных         |
| Великобритания (UK Albums Chart)           | 6              | 36 недель          |
| Нидерланды (Nationale Hitparade LP Top 50) | 5              | 12 недель          |
| Новая Зеландия (RMNZ)                      | 5              | 6 недель           |
| Норвегия (VG-lista)                        | 5              | 15 недель          |
| Финляндия (Suomen virallinen lista)        | 26             | 6 недель           |
| ФРГ (Offizielle Top 100)                   | 25             | 5 недель           |
| Швеция (Sverigetopplistan)                 | 16             | 5 недель           |
| Япония (Oricon)                            | 30             | нет данных         |

| Хит-парад (1979)             | Высшая позиция |
| ---------------------------- | -------------- |
| Великобритания (Gallup Poll) | 47             |

| Регион                                                      | Сертификация | Продажи  |
| ----------------------------------------------------------- | ------------ | -------- |
| Австралия (ARIA)                                            | Платиновый   | 50 000^  |
| Великобритания (BPI)                                        | Платиновый   | 300 000^ |
| Канада (Music Canada)                                       | Платиновый   | 100 000^ |
| Нидерланды (NVPI)                                           | Золотой      | 50 000^  |
| Новая Зеландия (RMNZ)                                       | Золотой      | 7500^    |
| США                                                         | —            | 28 000   |
| Япония                                                      | —            | 26 100   |
| ^ Данные о тиражах приведены только на основе сертификации. |              |          |